# Mayathan

Verbreitungsgebiet des Mayathan in Mexiko

Mayathan (Eigenbezeichnung Màaya t'àan ‚Maya-Sprache‘) oder Yukatekisches Maya (spanisch Maya yucateco) ist eine Maya-Sprache, die in Mexiko auf der Halbinsel Yucatán, im nördlichen Belize und im Norden von Guatemala gesprochen wird.

## Geschichte der Sprache, Schrift
Die Sprache Mayathan leitete sich von der klassischen Maya-Sprache ab. Vor der spanischen Eroberung wurde Mayathan in Maya-Schrift geschrieben und als Schriftsprache auch von nicht-mayathan-sprechenden Maya verwendet. Seit der spanischen Eroberung Yucatáns wird es im lateinischen Alphabet geschrieben und wurde zum Beispiel zur Niederschrift der Chilam-Balam-Bücher (16. bis 19. Jahrhundert) sowie der Lieder von Dzitbalché (El libro de los cantares de Dzitbalché) aus dem 18. Jahrhundert (ursprünglich von ca. 1440) verwendet. Im 20. Jahrhundert wurde die traditionelle, auf dem Spanischen basierende Orthographie durch eine moderne Rechtschreibung ersetzt, die statt der bisherigen Schreibweisen c/qu, k, hu und h die Buchstaben k (einheitlich, da [q] zu [k] geworden), w und den Apostroph ' für Ejektive verwendet.

## Phonologie
Mayathan hat fünf Vokale, die kurz oder lang sein können: a-e-i-o-u (und aa-ee-ii-oo-uu als Langform).
Im Gegensatz zu anderen Maya-Sprachen ist Mayathan eine Tonsprache und weist fünf verschiedene Tonhöhen der Vokale auf. Diese Eigenschaft wurde aller Wahrscheinlichkeit nach in der Geschichte der Sprache erworben und nicht von den anderen Maya-Sprachen verloren.
Ein markantes Merkmal der Maya-Sprachen und somit auch des Mayathan ist die Verwendung von Ejektiven, die in der Schrift seit dem 20. Jahrhundert durch einen Apostroph nach dem Buchstaben ausgedrückt werden, zum Beispiel k'ux k'a k'al (es ist heiß außen).
Mayathan hat folgende Konsonanten:
|                 | Bilabial     | Bilabial | Alveolar | Alveolar | Palatal | Palatal  | Velar    | Velar    | Glottal |       |
| --------------- | ------------ | -------- | -------- | -------- | ------- | -------- | -------- | -------- | ------- | ----- |
| normal          | ejektiv      | normal   | ejektiv  | normal   | ejektiv | normal   | ejektiv  | normal   |         |       |
| Verschlusslaute | p [p]/ b [b] | p' [p']  | t [t]    | t' [t']  |         |          | k [k]    | k' [k']  | ' [ʔ]   |       |
| Affrikaten      |              |          | ts [ʦ]   | ts' [ʦ’] | ch [ʧ]  | ch' [ʧ’] |          |          |         |       |
| Frikative       |              |          | s [s]    | s [s]    | x [ʃ]   | x [ʃ]    |          |          | h [h]   | h [h] |
| Nasale          | m [m]        | m [m]    | n [n]    | n [n]    |         |          | n(k) [ŋ] | n(k) [ŋ] |         |       |
| Liquida         |              |          | l [l]    | l [l]    |         |          |          |          |         |       |
| Halbvokal       |              |          |          |          | y [j]   | y [j]    | w [w]    | w [w]    |         |       |

Der uvulare Plosiv [q] bzw. [q'], wie er etwa im Quiché, Cakchiquel und Kekchí vorkommt, ist im Mayathan (wie auch im Lakandonischen) mit dem velaren [k] bzw. [k'] zusammengefallen.

## Grammatik, Syntax
Mayathan ist wie alle Maya-Sprachen eine agglutinierende Sprache, in der sowohl Präfixe als auch Suffixe verwendet werden, und eine Ergativsprache.
Während die Maya-Sprachen als ursprüngliches syntaktisches Merkmal die Satzstellung VSO (Verb-Subjekt-Objekt) haben, ist das Mayathan (wie die Quiché-Sprache) eine SVO-Sprache. Die Satzstellung ist jedoch nicht streng festgelegt, so dass oft auch die VSO-Folge verwendet wird.
Die ursprünglichen Zahlwörter des Mayathan basieren wie bei allen Maya-Sprachen konsequent auf einem Zwanzigersystem. Heutzutage sind die Zahlwörter ab vier oder fünf jedoch meist in Vergessenheit geraten, so dass selbst Einsprachige in der Regel auf Spanisch zählen.

## Heutige soziolinguistische Situation

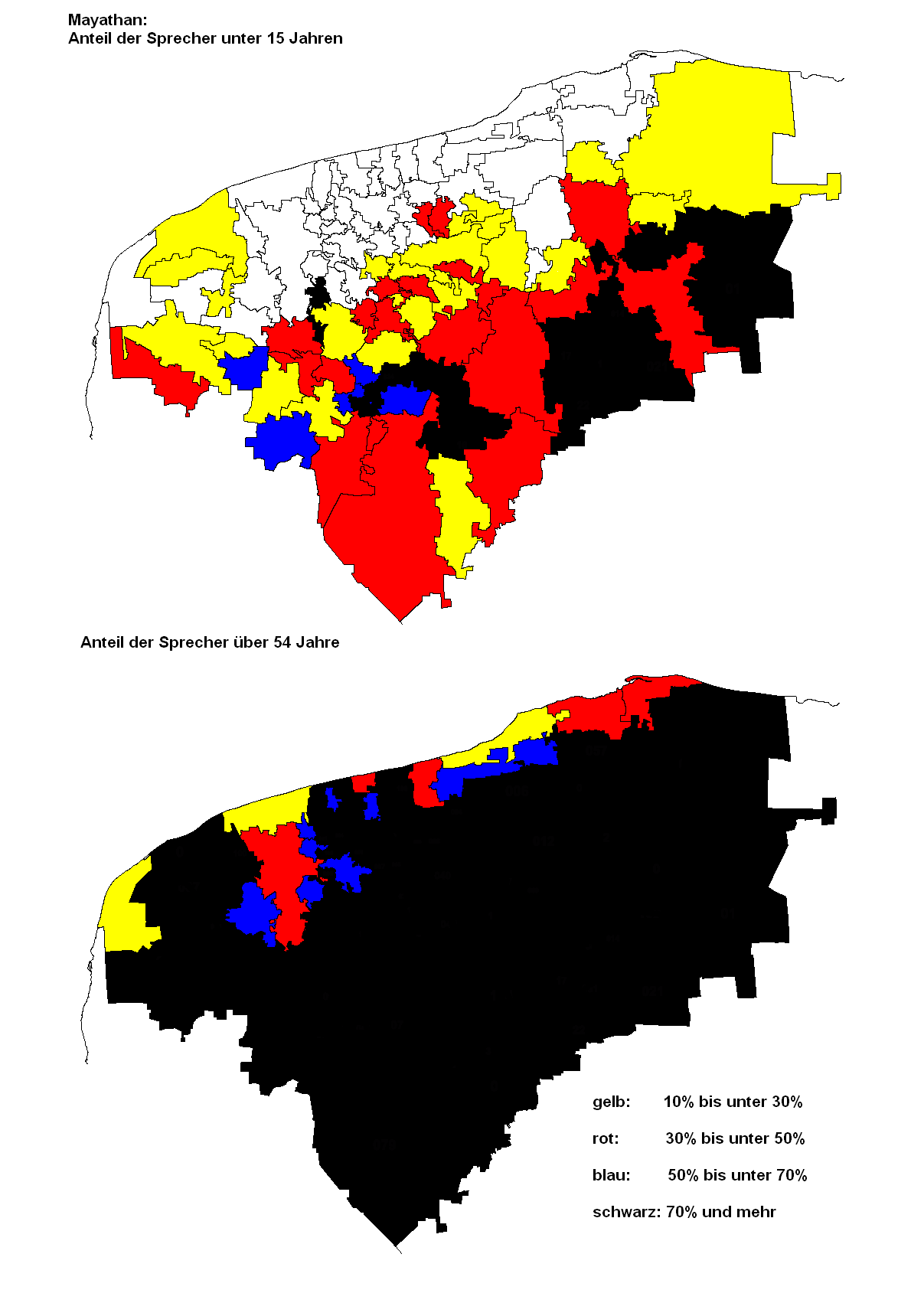
Sprachverlust beim Mayathan im mexikanischen Bundesstaat Yucatán: Sprecheranteile bei Alten und Kindern im Vergleich (Volkszählungsdaten von 2000)

Als Mexiko unabhängig wurde, sprach noch nahezu die gesamte Landbevölkerung Yucatáns ausschließlich Mayathan. Während des Kastenkrieges von 1847 bis 1901 war Mayathan die einzige geduldete Sprache im östlichen Teil Yucatáns, der von den Mayas kontrolliert wurde – heute Quintana Roo; die Maya-Schrift wurde allerdings nicht mehr verwendet, da sie bereits in Vergessenheit geraten war.
Nach einem Jahrhundert hat sich die Situation stark geändert: Trotz seiner verhältnismäßig hohen Sprecherzahl (von den indigenen Sprachen Mexikos ist Mayathan nach dem Nahuatl die zweitgrößte) ist die Sprache bedroht, da sie in großen Teilen des Sprachgebiets nicht mehr an Kinder und Jugendliche weitergegeben wird. In einigen abgelegenen Gebieten Yucatáns – insbesondere entlang der Grenze zwischen den Bundesstaaten Yucatán und Quintana Roo – ist sie noch vital.
Nach der Volkszählung 2000 in ganz Mexiko wurde Mayathan von 800.291 Menschen ab 5 Jahren gesprochen, 2010 waren es nur noch 786.113 Personen ab 5 Jahren. Von diesen sprachen 721.530 (91,78 %) auch Spanisch. Die Zahl der Sprecher ab 3 Jahren betrug 795.499. In Yucatán waren es 492.297 Sprecher (26,72 % der Bevölkerung des Bundesstaats), in Quintana Roo 181.781 (14,81 %) und in Campeche 86.406 (11,21 %). 45.093 Kinder zwischen 3 und 9 Jahren sprachen Mayathan, was 5,67 % aller Mayathan-Sprecher ab 3 Jahren ausmacht, während 14,71 % der Gesamtbevölkerung Mexikos ab 3 Jahren 3–9 Jahre alt sind. Für alle indigenen Sprachen in Mexiko beträgt der Anteil 3–9-jähriger Kinder 12,35 %, so dass Mayathan zu den überdurchschnittlich gefährdeten Sprachen Mexikos gehört.
Im Bundesstaat Yucatán spricht (Stand: 2010) noch in 52 von 106 Municipios eine Mehrheit die indigene Sprache; über 90 % liegt der Anteil noch (beim höchsten Anteil beginnend) in Tahdziú (98,98 %), Mayapán, Chikindzonot, Chacsinkín, Tixcacalcupul, Chankom, Chemax (90,75 %, mit insgesamt 33.490 Einwohnern größtes unter diesen Municipios), Chichimilá, Tixmehuac und Tekom.
Im Bundesstaat Quintana Roo ist Felipe Carrillo Puerto das Municipio mit dem höchsten Anteil an Mayathan-Sprechern und neben José María Morelos das einzige von elf mit einer mayathansprachigen Mehrheit. In Felipe Carrillo Puerto sprachen laut 2010 durchgeführter Volkszählung 46.663 von 69.208 Personen ab 3 Jahren, also 67,42 %, die indigene Sprache. 5.999 Personen (12,86 % aller Mayathan-Sprecher bzw. 8,67 % der Gesamtbevölkerung) sprachen kein Spanisch. Von allen 12.260 Kindern in Felipe Carrillo Puerto zwischen 3 und 9 Jahren sprachen allerdings nur 5.800 oder 47,31 % ihre indigene Sprache; immerhin 1.363 dieser Kinder (23,50 % aller mayathansprachigen Kinder bzw. 11,12 % aller Kinder dieser Altersgruppe) sprachen kein Spanisch. Die Benutzung der Mayathan-Sprache korreliert in dieser Region offensichtlich mit der Zugehörigkeit zum Kult des Sprechenden Kreuzes, der aus der Zeit des Kastenkrieges stammt, so dass in traditionellen Dörfern der Cruzoob wie z. B. Tixcacal Guardia (Municipio Felipe Carrillo Puerto) oder Xocén (Municipio Valladolid) die Maya-Sprache am stärksten vertreten ist. Jedoch geht auch in diesen Gemeinden bei den jungen Generationen das Interesse an der Maya-Religion stark zurück, wobei hier ein direkter Zusammenhang der Abkehr von der Religion mit einem Sprachwechsel zum Spanischen nachgewiesen werden konnte.
Es gibt auch eine 1992 vollendete vollständige Bibelübersetzung auf Mayathan. Diese von protestantischen Übersetzern verwirklichte Maya-Bibel wird allerdings laut einer Recherche von 2007 in der katholischen Kirche nicht verwendet und auch andernorts nur gelegentlich gelesen. Als größte Hindernisse beim Lesen werden fehlende Maya-Lesekenntnisse der Mayas sowie komplizierte, schwer verständliche Sätze in den Bibeltexten genannt. Die Zeugen Jehovas vollendeten 2012 eine Neue-Welt-Übersetzung des Neuen Testaments; sie betreiben zudem eine mayathansprachige Version ihrer Website.

Beispiel für einen modernen Mayathan-Text. Man beachte auch das Nahuatl-Lehnwort Máasewal.

Seit 2003 ist Mayathan gemeinsam mit 61 weiteren indigenen Sprachen in Mexiko als „Nationalsprache“ anerkannt und der Staat zu seiner Förderung verpflichtet. Seit einigen Jahren gibt es an manchen Schulen auch „Interkulturelle zweisprachige Erziehung“ (Educación Intercultural Bilingüe) EIB, wozu auch einige Materialien auf Mayathan für die Primarschule für Mayasprachige sowie zum Spracherwerb als Zweitsprache erstellt worden sind.